# Лодовико I (маркграф Салуццо)
Лодовико I (итал. Lodovico I di Saluzzo; ок. 1410 — 8 апреля 1475) — маркиз Салуццо с 1416 года. Сын (единственный из выживших) Томмазо III ди Салуццо и Маргариты де Руси.

## Биография
Перед смертью, последовавшей в октябре 1416 года, отец назначил ему опекуна — своего внебрачного сына Валериано, шателена де Манта. Это назначение подтвердила Маргарита де Руси в своём завещании, датированном апрелем 1419 года.
Весь период своего самостоятельного правления Лодовико I поддерживал хорошие отношения с могущественными соседями — герцогами Савойи и маркизами Монферрато.
Правление Лодовико I — период экономического и политического расцвета маркграфства Салуццо.

## Семья
В 1436 году женился на Изабелле Палеолог, дочери Джанджакомо Монферратского. После смерти тестя в 1446 году назначен лейтенантом Монферрато.
Дети:
- Лодовико II (1438—1504), маркиз Салуццо
- Федерико ди Салуццо (ум. 1483), епископ Карпентра
- Маргарита ди Салуццо (ум. 1478), муж — Жан де Лекен, граф Комменжа, маршал Франции.